# Here's to Never Growing Up
"Here's to Never Growing Up" là một bài hát của nữ ca sĩ người Canada Avril Lavigne phát hành ngày 9 tháng 4 năm 2012 như là đĩa đơn đầu tiên từ album phòng thu thứ năm mang tên chính cô. Bài hát được sáng tác bởi Lavigne, David Hodges, Chad Kroeger, Jacob Kasher, và sản xuất bởi Martin Johnson. "Here's To Never Growing Up" là một bản midtempo mang phong cách pop rock nói về một "bữa tiệc được mãi mãi là tuổi trẻ" và có tham chiếu đến ban nhạc rock người Anh Radiohead.
Bài hát nhận được những đánh giá trái chiều từ giới phê bình, trong đó họ đã so sánh nó với âm nhạc của Kesha, Katy Perry và Taylor Swift. PopJustice đã phản ứng "Ai có thể ngờ rằng Avril Lavigne sẽ cho chúng ta một trong những ca khúc cho phần điệp khúc dễ gây nghiện nhất năm 2013". Bài hát đã đạt được thành công tương đối trên các bảng xếp hạng trên toàn thế giới, khi nằm trong top 20 tại Úc, Canada, Ireland, Vương quốc Anh và Hoa Kỳ.
Video ca nhạc của bài hát được đạo diễn bởi Robert Hales, trong đó Avril và ban nhạc biểu diễn tại vũ hội của trường, cùng với những hình tượng trùng lặp với video cho đĩa đơn năm 2002 "Complicated" của cô. Video đã nhận được những phản hồi tích cực từ các nhà phê bình khi ca ngợi diện mạo của Avril trong clip. Lavigne đã biểu diễn "Here's To Never Growing Up" trên một số chương trình, bao gồm Dancing with the Stars, The Today Show và The Voice UK.

## Xếp hạng và chứng nhận
| Bảng xếp hạng (2013)                            | Vị trí cao nhất |
| ----------------------------------------------- | --------------- |
| Úc (ARIA)                                       | 15              |
| Áo (Ö3 Austria Top 40)                          | 49              |
| Bỉ (Ultratip Flanders)                          | 10              |
| Bỉ (Ultratip Wallonia)                          | 3               |
| Canada (Canadian Hot 100)                       | 17              |
| Cộng hòa Séc (Rádio Top 100)                    | 29              |
| China (Sino Chart)                              | 4               |
| Pháp (SNEP)                                     | 63              |
| Trường songid là BẮT BUỘC CHO BẢNG XẾP HẠNG ĐỨC | 60              |
| Ireland (IRMA)                                  | 7               |
| Ý (FIMI)                                        | 19              |
| Japan Adult Contemporary Airplay (Billboard)    | 1               |
| Japan Digital and Airplay Overseas (Billboard)  | 1               |
| Japan Hot 100 (Billboard)                       | 8               |
| Japan Hot 100 Airplay (Billboard)               | 3               |
| Hà Lan (Single Top 100)                         | 85              |
| Hà Lan (Dutch Top 40)                           | 28              |
| New Zealand (Recorded Music NZ)                 | 24              |
| Philippines (Myx Philippines)                   | 1               |
| Portugal Singles Chart                          | 23              |
| Russia (Russian Music Charts)                   | 3               |
| Scotland (OCC)                                  | 8               |
| South Korea (Gaon International Chart)          | 2               |
| Slovakia (Rádio Top 100)                        | 95              |
| South Africa (EMA)                              | 7               |
| Tây Ban Nha (PROMUSICAE)                        | 29              |
| Taiwan (Five Music Western Chart)               | 1               |
| Anh Quốc (OCC)                                  | 14              |
| Ukraine (FDR Charts)                            | 2               |
| Hoa Kỳ Billboard Hot 100                        | 20              |
| Hoa Kỳ Pop Airplay (Billboard)                  | 19              |
| Hoa Kỳ Adult Pop Airplay (Billboard)            | 21              |

| Bảng xếp hạng (2013)                   | Vị trí |
| -------------------------------------- | ------ |
| Canada (Canadian Hot 100)              | 79     |
| South Korea (Gaon International Chart) | 91     |

| Quốc gia                                                                           | Chứng nhận | Số đơn vị/doanh số chứng nhận |
| ---------------------------------------------------------------------------------- | ---------- | ----------------------------- |
| Úc (ARIA)                                                                          | Bạch kim   | 70.000^                       |
| Canada (Music Canada)                                                              | Bạch kim   | 80,000^                       |
| Hoa Kỳ (RIAA)                                                                      | Bạch kim   | 1,000,000                     |
| Venezuela (APFV)                                                                   | Vàng       | 5,000^                        |
| * Chứng nhận dựa theo doanh số tiêu thụ. ^ Chứng nhận dựa theo doanh số nhập hàng. |            |                               |

## Lịch sử phát hành
| Quốc gia    | Ngày                | Định dạng                                 | Hãng đĩa         |
| ----------- | ------------------- | ----------------------------------------- | ---------------- |
| Mỹ          | 9 tháng 4 năm 2013  | Tải kỹ thuật số, Đài phát thanh đương đại | Epic Records     |
| Nga         | 9 tháng 4 năm 2013  | Tải kỹ thuật số                           | Epic Records     |
| Hà Lan      | 9 tháng 4 năm 2013  | Tải kỹ thuật số                           | Epic Records     |
| Ý           | 9 tháng 4 năm 2013  | Tải kỹ thuật số                           | Epic Records     |
| Tây Ban Nha | 9 tháng 4 năm 2013  | Tải kỹ thuật số                           | Epic Records     |
| Đức         | 9 tháng 4 năm 2013  | Tải kỹ thuật số                           | Sony Music       |
| Philippines | 9 tháng 4 năm 2013  | Tải kỹ thuật số                           | Sony Music       |
| Mỹ          | 15 tháng 4 năm 2013 | Đài phát thanh Hot/Modern/AC              | Epic Records     |
| Nhật        | 15 tháng 5 năm 2013 | Đĩa CD                                    | Sony Music Japan |
| Anh         | 14 tháng 7 năm 2013 | Tải kỹ thuật số                           | Epic Records     |

## Giải thưởng
| Năm  | Giải thưởng                     | Hạng mục                               | Kết quả   |
| ---- | ------------------------------- | -------------------------------------- | --------- |
| 2013 | MuchMusic Video Awards          | Video quốc tế của năm bởi người Canada | Đoạt giải |
| 2013 | Billboard Mid-Year Music Awards | Video ca nhạc xuất sắc nhất            | Đề cử     |